# Dinastia Idríssida
|  | Per a altres significats sobre dinastia idríssida, vegeu «Idríssides del Iemen». |

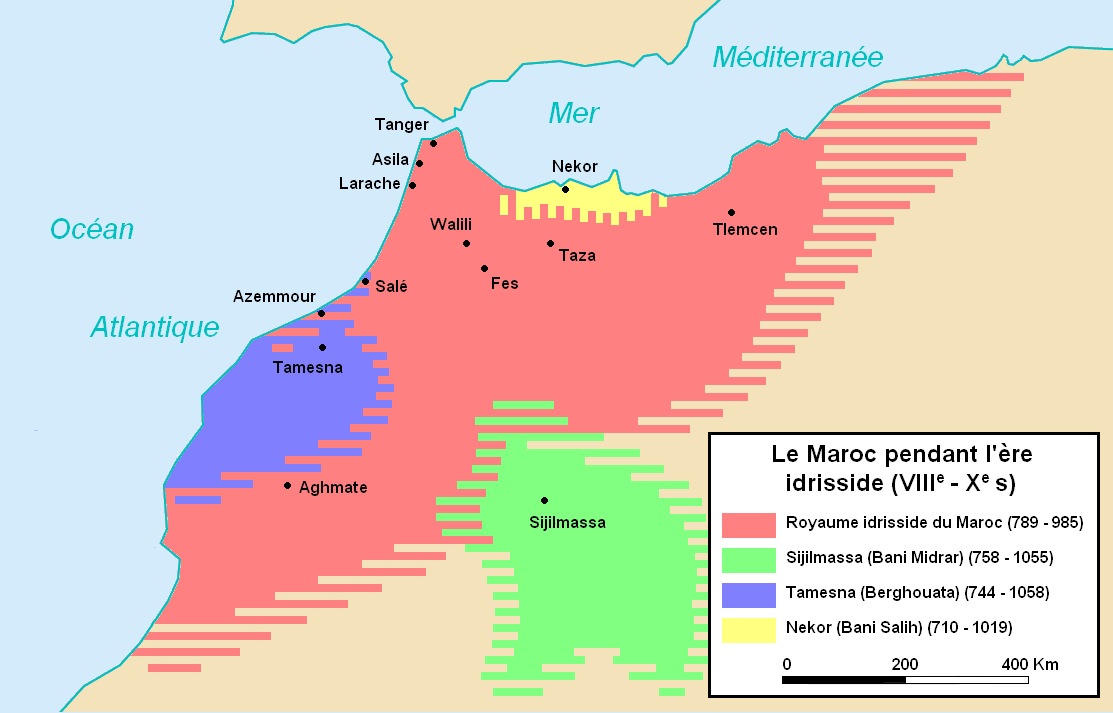
Extensió dels dominis idríssides

La dinastia idríssida fou una nissaga alida, de la branca hassànida, que regnà al Marroc i Tlemcen del 789 al 974. Fundada la dinastia per Idrís al-Àkbar, els nets d'aquest es repartiren el territori però aviat les guerres civils, les revoltes amazigues i les intervencions omeia i fatimita la van destruir del tot. La dinastia deu el seu nom a Idris al-Àkbar. Va ser reconegut com a imam per la tribu dels awrabes que l'havien acollit i pels alguns àrabs que l'havien acompanyat al seu exili. Els idríssides de Tlemcen governaren Tlemcen des de vers el 813 fins al 931 i els hammúdides, una branca dels idrissídes, va regnar més tard a l'Emirat de Màlaqa. Encara existeixen descendents idríssides: un d'aquesta va arribar a formar una dinastia a Sabya, al sud de la Tihama i al nord del Iemen (vegeu Idríssides del Iemen).

## Llista de sobirans
- Idrís (I) ibn Abd-Al·lah al-Àkbar, imam d'Ualili o Walila (Velila, Volubilis), casat amb Hanza (788-793)
- Idrís (II) ibn Idrís, imam d'Ualili o Walila (Velila, Volubilis) (793-807 i, imam i emir de Fes, 807-828)
- Muhàmmad ibn Idrís (828-836)
- Alí (I) ibn Muhàmmad (836-849)
- Yahya (I) ibn Muhàmmad (849-863)
- Yahya (II) ibn Yahya (863-866)
- Abd-ar-Rahman ibn Abi-Sahl al-Judhamí, notable de Fes, usurpador
- Alí (II) ibn Úmar (866-883)
- Abd-ar-Razzak, usurpador sufrita (vers 883)
- Yahya (III) ibn al-Qàssim (883-905)
- Yahya (IV) ibn Idrís (905-917 i, només a Fes, 917-920)
- Alí III ibn Yahya III (917-925, pretendent rebel)
- Mussa ibn Abi-l-Àfiya, xeic dels miknasa, governador del Magrib (917-925)
- xeic Rayhan, d'un grup zanata, governador fatimita de Fes (920-925)
- Al-Hàssan al-Hajjam (925-927)
- Mussa ibn Abi-l-Àfiya, xeic dels miknasa, governador (927-937, segona vegada)
- Al-Qàssim Gannun (937-949)
- Abu-l-Ayx Àhmad ibn al-Qàssim Gannun (949-955)
- Al-Hàssan ibn al-Qàssim Gannun (955-974 i 985)

## Branques idríssides
- al-Hàssan
  - al-Hàssan
    - Abd-Al·lah Kàmil (conegut com a Sàhib Fajj)
      - Idrís I
        - Idrís II
          - Dàwud
          - Úmar > origen dels xorfes hammúdides
          - al-Qàssim, emir d'al-Basra
            - Yahya
              - Muhàmmad
                - Yahya
                  - Ibrahim
                    - Yahya
                      - Yahya
                        - Hammud
                          - Alí
                            - Muhàmmad
                              - Abd al-Wahid
                                - Abd-ar-Rahman > origen dels xorfes tahírides[2]
                                - Alí > origen dels xorfes xabíhides

                              - Abd-Al·lah > origen dels xorfes imrànides
                              - Muhàmmad > origen dels xorfes talíbides ghalíbides

          - Issa
          - Abd-Al·lah > origen dels xorfes dabbàghides
          - Yahya
          - Muhàmmad
            - Yahya > origen dels xorfes kattànides
            - Alí
              - Maixix
                - Mussa > origen dels xorfes xafxawanís
                - Yamlah > origen dels xorfes lihyànides i dels xorfes wazzànides
                - Abd-ad-Salah

              - Yunus
                - Abd-Al·lah > origen dels xorfes raysúnides
                - Abd-ar-Rahman > origen dels xorfes rahmànides